# Денисово (городской округ Клин)
Денисово — деревня в городском округе Клин Московской области России, до 2017 года входила в состав сельского поселения Нудольское Клинского района. Население — 10 чел. (2010).
Находится на северо-западе Московской области, в 69 км от МКАД и 89 км от центра Москвы (по прямой). Расположена в южной части Клинского района в 30 км от города Клина, на левом склоне долины реки Нудоль в верхнем её течении. Ближайшие населённые пункты — посёлки дома отдыха «Высокое» и Нарынка, а также деревни Семёнково и Шарино.
Топоним «Денисово» образовался согласно общим правилам образования топонимов Подмосковья от мужского личного имени «Денис», основателя населённого пункта, при помощи суффикса «-ов» с типичным окончанием «-о» и подчеркивает древнее происхождение деревни.

## Население
| 2002 | 2006 | 2010 |
| ---- | ---- | ---- |
| 1    | →1   | ↗10  |

## История
С XVIII века история деревни Денисово связана с Клинским уездом Московской губернии.
Так, в середине XIX века за 10 лет до отмены в Российской империи крепостного права в «Указателе селений и жителей Московской губернии», составленном по официальным сведениям и документам Карлом Нистремом, в главе, посвящённой Клинскому уезду, указано, что «Денисово, сельцо 1-го стана, Юния Василия Александровича, чиновника 5 класса, крестьян 46 душ м. п., 46 жен., 15 дворов, 85 верст от столицы, 30 от уездн. гор., близ Звенигородского тракта».
Для сравнения, в 1852 г. в сельце Скрипящая имелось 11 дворов и проживало 49 жителей, Семенково — 9 дворов и 98 жителей, селе Спасс на Нудоли — 121 житель (количество дворов не указано), сельце Шарино — 14 дворов и 61 житель, Высокое — 10 дворов и проживало 30 жителей.
Спустя полвека, к 1911 г., изменилось административное деление Клинского уезда, в его состав уже входило 15 волостей, и деревня Денисово в составе одной из них — Спас-Нудольской считалась крестьянским поселением («населённые местности Московской губернии. Приложение к Памятной книжке Московской губернии на 1912 год»).
В главе, посвящённой населённым пунктам Клинского уезда, указано, что деревня Денисово расположена от уездного города на расстоянии 30 верст, от волостного правления — 1 версты, от ближайшей станции Румянцево Московско-Виндавской железной дороги 17 верст, имеет 15 дворов, и в ней находится усадьба Рихтера.
Для сравнения в 1911 г. в д. Скрипящево (29 верст от ст. Подсолнечная Николаевской железной дороги) имелось 34 двора; Семенково (Большое и Малое) — 41 двор; с. Спас-Нудоль — 16 дворов, 1-классное частное Морозовское училище, казённая винная лавка, 2 чайные лавки, кредитное товарищество, квартира урядника, усадьба Щербакова; д. Шарино — 17 дворов, волостное правление, чайная и мелочная лавки. Сельцо Высокое не входило в число крестьянских поселений, а являлось имением Волковых.
Небольшая удалённость от Москвы, развитая инфраструктура (близость Волоколамского и Звенигородского трактов, Московско-Виндавской и Николаевской железных дорог), наличие водных ресурсов (р. Нудоль) и свободной рабочей силы обусловили открытие в 1912 г. промышленником Василием Максимовичем Щербаковым Спас-Нудольской мануфактуры с численностью рабочих 220 человек.
Ещё бо́льшие изменения принесла советская власть. В 1918 г. волостные органы управления были ликвидированы, вместо них созданы сельские советы, и Денисово вошло в состав Семенковского сельского совета Ново-Петровской волости Рузского уезда, с 1921 г. — Воскресенского уезда. В селе Спас-Нудоль на базе бывшего Морозовского училища была открыта начальная школа, впоследствии, в 1935 г., преобразованная в среднюю с десятилетним сроком обучения.
В 1929 г. в результате административно-территориального деления РСФСР населённые пункты Семенковского сельсовета вошли в состав Ново-Петровского района Московской области.
В 1930-1931 гг. в ходе коллективизации в СССР жителями Денисово была создана сельскохозяйственная артель «Память Ильича». В 1936 г. в деревне насчитывалось уже 17 дворов.
Поздней осенью и зимой 1941 г. Денисово оказалось в зоне боевых действий Битвы за Москву. После тяжелейших боев на Волоколамском шоссе и отхода советских войск на рубеж Истринского водохранилища 12 ноября деревня была занята немецко-фашистскими захватчиками. Но оккупация ее продлилась недолго. 18 декабря 1941 г. деревня была освобождена бойцами 352-й стрелковой дивизии  20-й армии Западного фронта. 
В 1942 г. с фронта, подорвавшись на мине, без руки, с израненными ногами и глазами, вернулся в Денисово Иван Федорович Дроздов. Нужно было восстанавливать разрушенное войной хозяйство, и, чуть подлечившись, он принял руководство артелью «Память Ильича», в которой оставались женщины, подростки и старики. 
А мужское население Денисово храбро сражалось с врагом на фронтах Великой Отечественной войны 1941—1945 гг. Десять из них не вернулись домой: Белов Константин Иванович, Гурьянов Михаил Никанорович, Дроздов Борис Иванович, Захаровы Борис Петрович и Николай Петрович, Кутузов Петр Вячеславович, Николаев Иван Николаевич… В Тверской области в братской могиле похоронен рядовой Григорьев Василий Егорович, стрелок 396-го стрелкового полка 135-й стрелковой дивизии, погибший в 1942 г. в кровопролитнейших боях подо Ржевом. В феврале 1944 г. в Псковской области, обеспечивая связь штаба с наступавшими частями, умер от ран гвардии рядовой Нефедов Семён Павлович, командир отделения связи 29-й гвардейской стрелковой дивизии. При освобождении Чехословакии пропал без вести в феврале 1945 г. гвардии старший лейтенант Гурьянов Василий Михайлович, командир взвода танков Т-34 27-й отдельной гвардейской танковой бригады. 

В 1945-м, пройдя фронтовыми дорогами до Кёнигсберга, демобилизовался Афанасий Григорьевич Гринчевский. Вернулся к мирной жизни и Василий Федорович Тюрин, участник Берлинской наступательной операции и восстановления разрушенного Берлина.
К началу 1950-х годов в сельскохозяйственной артели «Память Ильича» имелось развитое молочное животноводство и растениеводство. На её полях выращивались зерновые культуры (овёс, пшеница) и овощи (картофель, капуста). В этот же период была электрифицирована и деревня Денисово.
В 1952 г. населённые пункты Семенковского сельсовета, и Денисово в их числе, вошли в состав Нудольского сельского совета, а сельхозартель была преобразована в колхоз имени В. М. Молотова, с 1958 г. — колхоз «За мир». В конце 1950-х годов в 2 км от деревни для военно-транспортных нужд системы противовоздушной обороны Москвы была построена автомобильная дорога — ныне Московское большое кольцо (А108).
В 1959 г. в ходе административно-территориальных преобразований Московской области Ново-Петровский район был упразднён, и деревня Денисово в составе Нудольского сельсовета отошла к Рузскому району, а в 1960 г. — к Истринскому.
Затронули преобразования и колхоз, земли которого с 1961 г. стали принадлежать совхозу «Дружба», а с 1963 г. — совхозу «Нудольский».
В 1962 г. в деревне с целью защитить деревянные постройки от огня был выкопан пожарный пруд, работы по созданию которого организовал лесник, депутат Нудольского сельсовета, фронтовик Афанасий Григорьевич Гринчевский.
А административно-территориальные преобразования продолжались: в 1963 г. Нудольский сельсовет и деревня Денисово в его составе отошли к Солнечногорскому району.
И лишь в 1965 г., спустя 47 лет, вернулись в состав Клинского района.
1960-е годы ознаменовали собой и массовый отъезд молодежи в среднетехнические и высшие учебные заведения. После окончания Нудольской средней школы, дававшей хорошее образование, деревенская молодежь выбирала сферы деятельности государственного значения: гидрология, и метеорология, инженерное дело, и экономика.
В 1990-е годы ситуация начала меняться. На бывших совхозных землях рядом с Денисово расположились садовые товарищества «Лесная поляна» и «Радуга», ставшие впоследствии садоводческими некоммерческими товариществами.
В 1997 г. в ходе очередных административно-территориальных преобразований деревня вошла в состав Нарынковского сельского округа, в 2005-м — вернулась в состав Нудольского сельского поселения.
В первое десятилетие XXI века получила развитие и деревня Денисово: до 36 увеличилось количество домов, организовано газоснабжение населённого пункта, началось обустройство грунтовых дорог.

## Климат
Территория расположена в зоне умеренно континентального климата с холодной зимой и умеренно тёплым летом.
Климатические характеристики даны по результатам многолетних наблюдений на ближайших метеостанциях Клин и Ново-Иерусалим.
Даты устойчивого перехода средней суточной температуры воздуха через 0 °C осенью и весной (начало и конец зимы) — 3 ноября и 6 апреля. Даты перехода через 5 °C (начало и конец вегетационного периода холодостойких растений и озимых культур) — 20 апреля и 10 октября, переход через 10 °C (начало и конец активной вегетации для большинства сельскохозяйственных культур) 10 мая и 14 сентября. Период с температурой выше 15 ° (наиболее тёплая часть лета, продолжительность которой обусловливает успешное возделывание теплолюбивых культур) — с 15 июня по 19 августа и в среднем за многолетие составляет 66 дней.
Средняя годовая температура воздуха за многолетний период составляет 3,3 °C. Самый холодный месяц — январь со средней месячной температурой воздуха минус 10,5 °C. Самый тёплый месяц — июль со средней температурой 17,2 °C.
Величины температур воздуха и даты их наступления в отдельные годы могут отличаться от средних многолетних. Так, абсолютный максимум температуры воздуха составил в июле 37 °C, абсолютный минимум в январе — минус 52 °C.
Наибольшая глубина промерзания почвы из максимальных за зиму составила 145 см, средняя из максимальных — 73 см, наименьшая — 35 см. Средняя дата полного оттаивания почвы — 24 апреля, самая ранняя — 9 апреля, самая поздняя — 20 мая.
Осенью и зимой преобладают юго-восточные и юго-западные ветры. В теплое время года в связи с усилением меридиональной циркуляции атмосферы увеличивается повторяемость ветров западных румбов. Средняя годовая скорость ветра составляет 3,8 м/с. Наибольшая скорость ветра наблюдается зимой и в начале весны, наименьшая — летом. В суточном ходе скорости ветра наблюдается следующая закономерность: наибольшая скорость бывает в дневное время, особенно в теплый период года, когда хорошо развита конвекция, наименьшая (до штиля) — в ночные и предутренние часы.
Средняя многолетняя сумма осадков составляет около 750 мм за год. Около 60 % составляет сумма осадков за теплый период (с апреля по октябрь), с максимумом в июне. Наименьшее количество осадков наблюдается в феврале — апреле.
Образование устойчивого снежного покрова приходится на третью декаду ноября; сход его происходит во второй декаде апреля. Средняя многолетняя высота снежного покрова составляет 30 см, наибольшая — 52 см, наименьшая — 14 см.

## Почвы и растительность
Почвенный покров представлен дерново-средне- и слабоподзолистыми почвами. По механическому составу преобладают суглинистые и тяжелосуглинистые почвогрунты.
 
В районе деревни растут смешанные (хвойно-лиственные) леса. Из лиственных преобладают берёза и осина, на пониженных участках — ольха. Из широколиственных (дуб, клён) имеют место лишь одиночно растущие деревья. Таким же образом произрастает сосна. Из хвойных доминирует ель. Имеется значительное количество сухостоя. В лесах много мелколесья и кустарников. Часто встречаются валежник и бурелом, что затрудняет передвижение по лесу и определяет его неухоженность.

## Орогидрография
Территория расположена в части Клинско-Дмитровской гряды, переходящей в восточную зону Смоленско-Московской возвышенности. Рельеф местности холмисто-эрозионный, средняя высота колеблется около 200 м абс.
Широкое распространение имеют типичные для данной местности овраги, развитые на склонах долины реки Нудоль, — результат деятельности снеговых и дождевых вод.
На территории деревни имеются четыре водных объекта.
Вдоль западной границы протянулся овраг с динамично развивающейся склоновой эрозией, проявляющейся в росте отвершков (ответвлений) оврага и негативно влияющей на сохранность полезных земель. По руслу оврага, кроме стока талых и дождевых вод, производится сброс сточных вод с очистных сооружений поселка Нарынка. Водоприемником оврага является река Нудоль.
С восточной стороны протекает ручей родникового происхождения, также впадающий в реку Нудоль.
В середине деревни имеется водоём-копань (пруд), созданный местными жителями в противопожарных целях.